# Can Barnils
Can Barnils és una masia del municipi de Sant Quirze Safaja (Moianès) inclosa en l'Inventari del Patrimoni Arquitectònic de Catalunya.

## Descripció
Gran casal de planta rectangular amb teulada a doble vessant.
La façana és arrebossada i amb esgrafiats de tons rosats. Pedres angulars a les cantonades, finestres amb llindes de pedra i balcons de ferro. Edifici de planta baixa, pis i golfes.
A la façana hi ha el portal, amb dues pilastres que sostenen la llinda. A sobre hi ha un balcó amb llinda i dues finestres als costats. A les golfes hi ha un altre balcó, coronat per una finestra en el·lipse, i dues finestres més als costats. A la banda esquerra, entre el balcó i les finestres, hi ha un rellotge de sol. Al fons hi ha un pou de planta semicircular i altres dependències de la masoveria, que componen l'antic mas Hortolà, avui formant part d'un mateix conjunt.
S'hi accedeix pel Camí de Barnils, que surt del costat mateix de l'església parroquial de Sant Quirze Safaja, a l'extrem de llevant i més enlairat del poble, i s'adreça cap al nord-est pujant en amples revolts per anar a cercar l'extrem sud-oest de la Serra de Bernils i, des d'allí, seguir la carena de la serra. En quasi tres quilòmetres arriba a la masia de Serratacó, i continuant per la mateixa pista, en poc més d'un quilòmetre i mig arriba a Bernils.
Prop de Barnils hi ha el Roure Gros del Fabregar, arbre monumental.

## Història
El mas Barnils és l'antic Mas Hortolà, que fou renovat a principis del segle xix. Del Mas Hortolà antic en queden restes que formen les dependències de l'actual masoveria de Can Barnils.
La façana és de finals del segle xix, i està datada: 1887 (amb un escut al centre).